# Kazimierz Florek (malarz)
Kazimierz Florek (ur. 11 stycznia 1917, zm. 23 grudnia 1996) – polski artysta malarz.

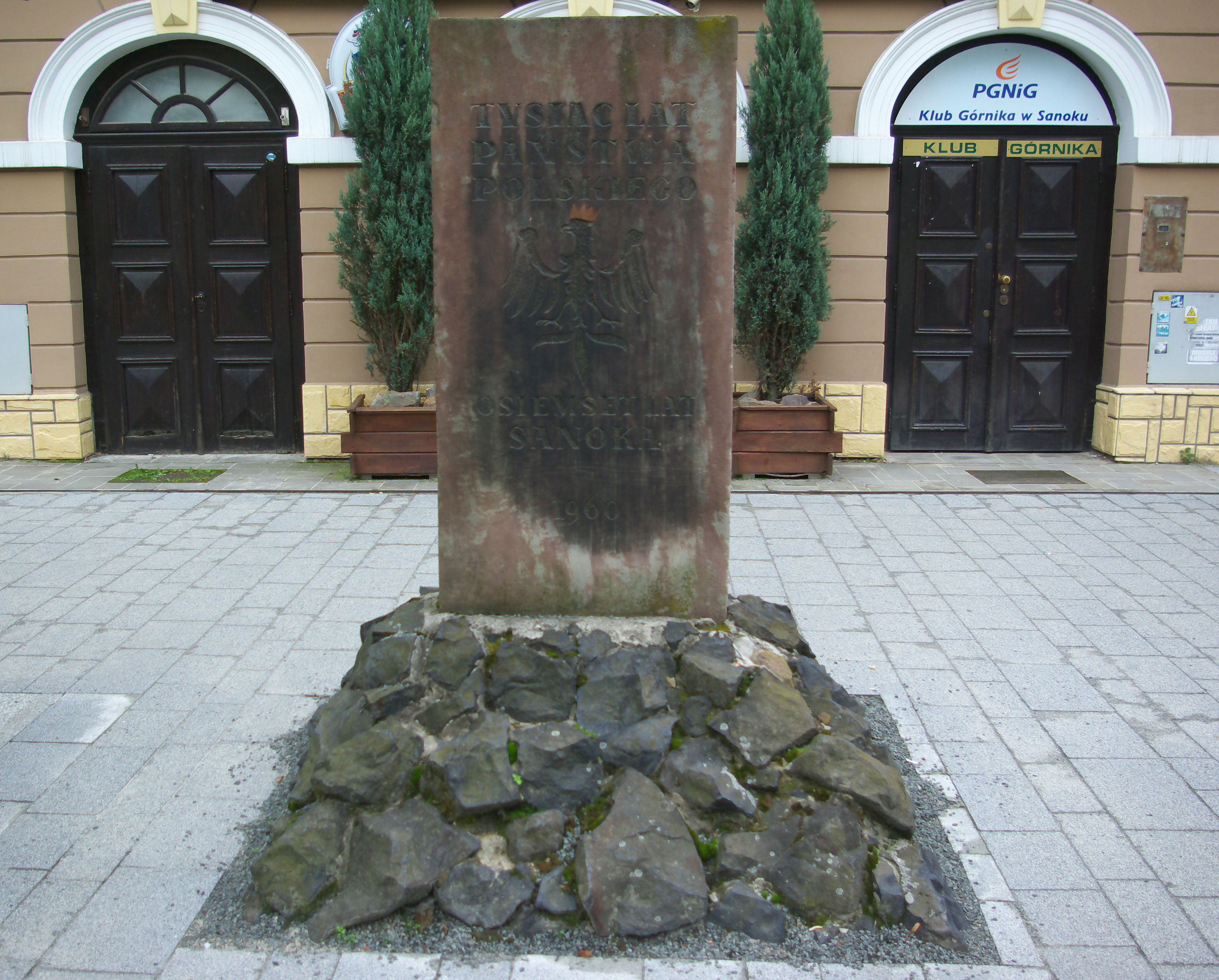
Kamień 1000-lecia w Sanoku, zaprojektowany przez Kazimierza Florka

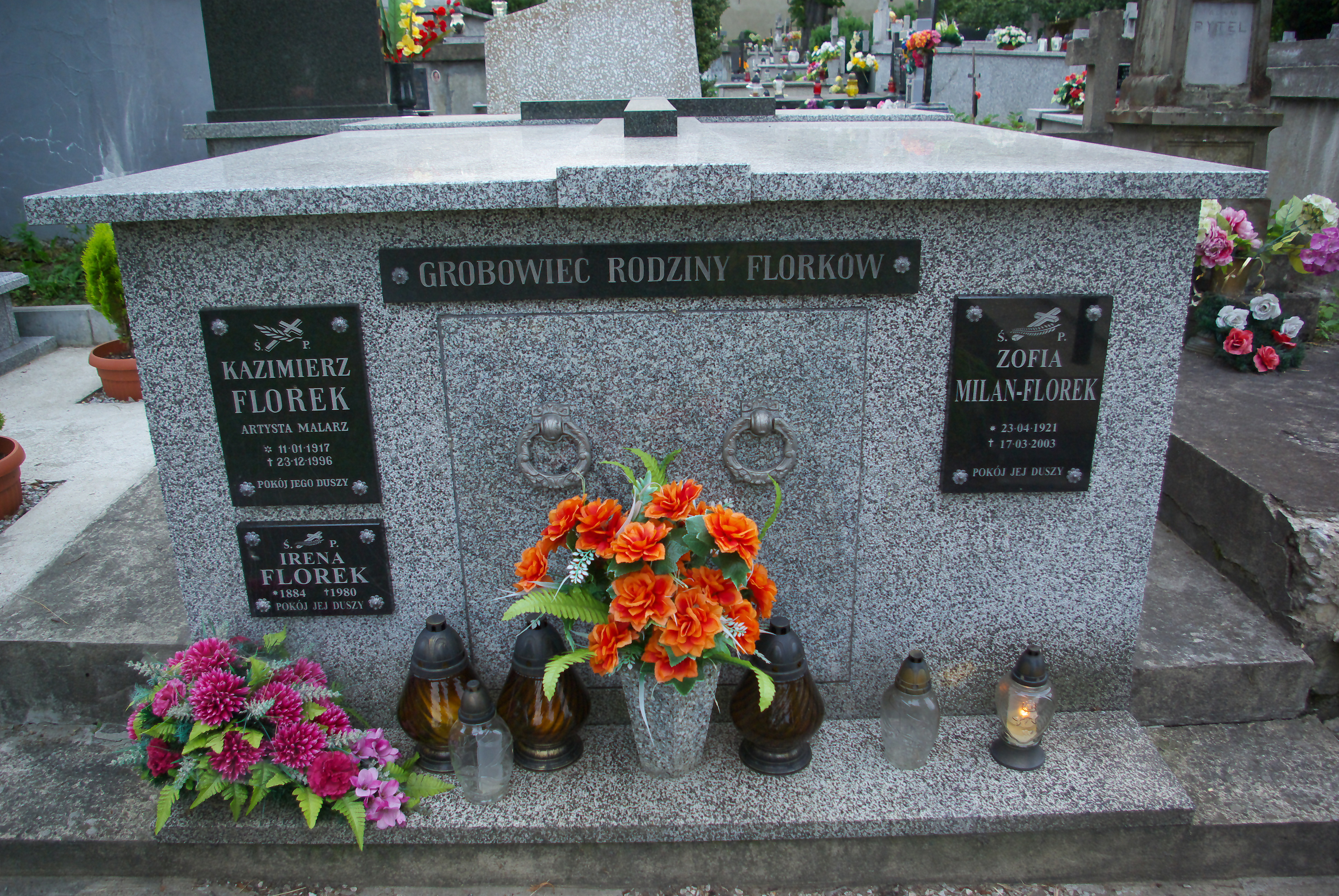
Grobowiec rodziny Florków w Sanoku

## Prace
Syn Ireny (1884-1980). Był związany z Sanokiem. W 1945 jego prace znalazły się na pierwszej powojennej wystawie wspólnej sanockich artystów zorganizowanej przez Muzeum Historyczne w Sanoku. 
Wykonywał projekty i renowacje polichromii kościołów. Wykonał polichromie: 
- w 1972 w kościele św. Józefa w Baryczy (parafii pod tym wezwaniem)[2],
- w 1974 w kościele Niepokalanego Poczęcia Najświętszej Maryi Panny w Mirocinie (parafii pod tym wezwaniem)[3],
- w 1976 w kościele Niepokalanego Serca Najświętszej Maryi Panny w Kopciach (parafii pod tym wezwaniem)[4][5],
- w 1978 w kościele św. Stanisława Biskupa w Rymanowie-Zdroju (parafii pod tym wezwaniem)[6][7],
- w kościele Matki Bożej Królowej Polski w Widełce (parafii pod tym wezwaniem)[8].

W 1968 wraz z innym sanockim malarzem, Tadeuszem Turkowskim, dokonał konserwacji ołtarzy i chrzcielnicy w kościele Świętego Antoniego Padewskiego w Przewrotnem (parafii pod tym wezwaniem). Od 1982 do 1983 wykonał rekonstrukcję polichromii i renowacji starych obrazów w kościele Podwyższenia Krzyża Świętego w Bukowsku (parafii pod tym wezwaniem).
Ponadto był projektantem tablic pamiątkowych w Sanoku:
- tablica upamiętniająca gen. Karola Świerczewskiego, umieszczona na rogu elewacji kamienicy przy ulicy Kazimierza Wielkiego 8, odsłonięta 27 marca 1953[13][14][15][16][17][18][19], została usunięta przez nieznanie osoby w 1991,
- tablica pamiątkowa poświęcona Adamowi Mickiewiczowi, ustanowiona 26 listopada 1955, w setną rocznicę śmierci poety, umieszczona w foyer[20] budynku przy ulicy Adama Mickiewicza 24 (późniejszy Sanocki Dom Kultury)[21]; później została zdemontowana,
- tablica poświęcona poległym i pomordowanym absolwentom Gimnazjum im. Królowej Zofii, odsłonięta 21 czerwca 1958 z okazji obchodów „Jubileuszowego Zjazdu Koleżeńskiego b. Wychowanków Gimnazjum Męskiego w Sanoku w 70-lecie pierwszej Matury”; po 1973 została przeniesiona do nowej siedziby I Liceum Ogólnokształcące im. Komisji Edukacji Narodowej przy ulicy Zagrody[22] i została umieszczona na pierwszym piętrze[23], później usunięta,
- Kamień 1000-lecia upamiętniający Tysiąclecie Państwa Polskiego, odsłonięty 25 kwietnia 1960; znajduje się przy ulicy Grzegorza z Sanoka obok budynku Ramerówka; drugim projektantem był inż. Edmund Królicki, zaś wykonawcą Stanisław Jan Piątkiewicz[24].

W 1985 Kazimierz Florek został wybrany do Kolegium Karno-Administracyjnego w Sanoku.
Jego żoną była Zofia, z domu Milan (1921-2003). Kazimierz Florek został pochowany w grobowcu rodzinnym na cmentarzu przy ul. Rymanowskiej w Sanoku.